# Wianki (Kraków)

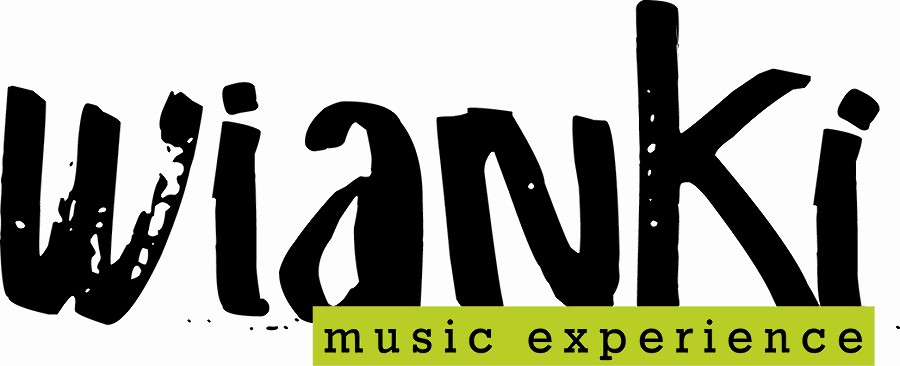
Wianki-logotyp

Wianki – inspirowana jednym z rodzimych obrzędów związanych z letnim przesileniem słońca, cykliczna impreza kulturalna, odbywająca się co roku w Krakowie na bulwarach w zakolu Wisły, pod wzgórzem wawelskim i na przeciwległym brzegu (w Dębnikach). Nie jest to krakowska tradycja, lecz warszawski zwyczaj, który przywędrował do Krakowa w połowie wieku XIX (jak podaje Ambroży Grabowski w książce Dawne zwyczaje krakowskie).

## Historia
We współczesnej formie, jako cykliczna impreza masowa, krakowskie Wianki istnieją od 1992, gdy patronat nad tym wydarzeniem objął Urząd Miasta Krakowa. Jednakże tradycja organizowania w tym miejscu świąt w dniu letniego przesilenia sięga czasów najdawniejszych. Pierwotnie obchodzono je jako pogańskie święto o charakterze religijnym. Po chrzcie Polski tradycja ta nie zamarła, lecz stopniowo ulegała przeobrażeniom: noc ową zwano także wówczas Sobótką lub nocą świętojańską – pozostały jednak ogniska i wróżby, puszczanie wianków, skoki przez ogień czy palenie ziół.
W okresie zaborów, a zwłaszcza po wcieleniu Krakowa do Austro-Węgier, Wianki nabrały charakteru manifestacji patriotycznej. Wspominano przy tej okazji postać Wandy z legendy o królu Kraku. Przed I wojną światową organizacją Wianków zajmowało się między innymi Polskie Towarzystwo Gimnastyczne „Sokół”.
W okresie II Rzeczypospolitej Wianki włączono w cykl imprez organizowanych w ramach Dni Krakowa, podtrzymując i rozwijając patriotyczne elementy widowiska.
Po II wojnie światowej Wianki stały się wydarzeniem typu światło i dźwięk – spektaklem organizowanym z rozmachem na wolnym powietrzu. Impreza składała się z części dramatycznej, w której przedstawiano dzieła teatralne oraz końcowego pokazu sztucznych ogni. W latach 70. XX wieku nie było w Polsce znane pojęcie patronatu mediowego, jednakże tego typu opiekę nad wydarzeniem sprawowała „Gazeta Krakowska”.
Po wprowadzeniu stanu wojennego Wianki nie odbywały się oficjalnie, aż po rok 1992. Począwszy od 1992, jest to doroczne wydarzenie kulturalne, obejmujące występy muzyczne, spektakle, konkurs na najpiękniejszy wianek, pokazy ogni sztucznych oraz inne atrakcje.
Organizatorem imprezy jest Krakowskie Biuro Festiwalowe.

## Wykonawcy muzyczni na współczesnych Wiankach

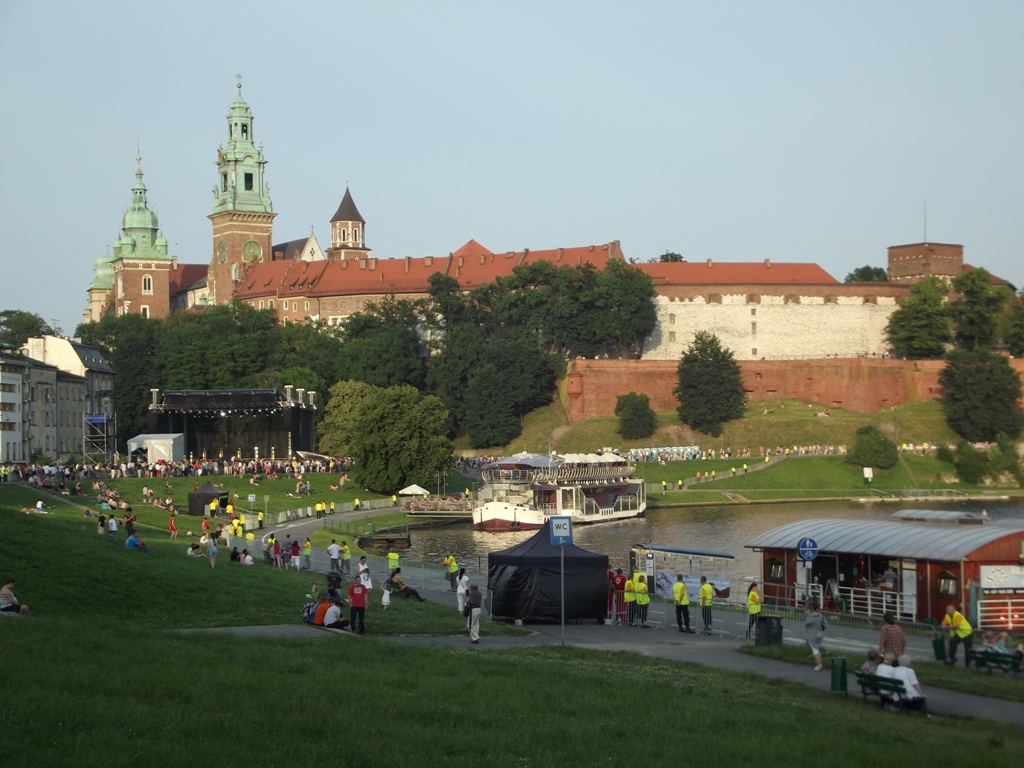
Współczesne Wianki w Krakowie

- 2000 (24 czerwca) – Brathanki, Maanam
- 2001 – Wianki odwołano z powodu rzęsistej ulewy
- 2002 (22 czerwca) – Myslovitz, Renata Przemyk
- 2003 (21-22 czerwca) – Kayah, Maryla Rodowicz
- 2004 (26 czerwca) – De Mono, Reni Jusis
- 2005 (25 czerwca) – Budka Suflera, Krystyna Prońko, Izabela Trojanowska, Patrycja Gola, Felicjan Andrzejczak, Sebastian Riedel, zespół Bracia
- 2006 (24 czerwca) – Lech Janerka, Marillion
- 2007 (23 czerwca)
  - wykonawcy polscy: Daab, Lombard, Mr. Zoob, Róże Europy, Banda i Wanda
  - wykonawcy zagraniczni: Alphaville, Bananarama, Desireless, Gazebo, Ali Campbell z zespołu UB40
- 2008 (21 czerwca) – Jamiroquai, Smolik, Novika, Mosqitoo, June, Loco Star
- 2009 (20 czerwca) – Lenny Kravitz, The Poise Rite, Wilki, Vavamuffin, Patrycja Markowska
- 2010 – koncert zespołu Kosheen, Brainstorm oraz innych polskich wykonawców nie odbył się z powodu powodzi
- 2011 (25 czerwca) – SOFA, The Poise Rite, Pablopavo, Marika, Wyclef Jean
- 2017 - Taco Hemingway